# Шамсул Майдін
Шамсул Майдін (нар. 16 квітня 1966, Сінгапур) — сінгапурський футбольний арбітр. Арбітр ФІФА з 1996 по 2007 рік.

## Кар'єра
Офіційно міжнародним футбольним арбітром став 1 січня 1996 року. Дебютував на цьому рівні 7 грудня 1996 в матчі Південна Корея — Індонезія під час Кубка Азії 1996 року.
Пізніше обслуговував матчі і на наступних Кубках Азії в 2000 і 2004 роках, а також під час молодіжних чемпіонатів світу 2001 і 2003 років. Відсудив також три матчі під час Кубка африканських націй 2006 року, будучи там єдиним арбітром з-за меж Африки, те ще три матчі під час Кубка конфедерацій 2005 року. Там матч Австралія — Аргентина (2:4) викликав чимало суперечок в австралійській пресі, яка звинувати арбітра в прихильності до аргентинців.
У 2006 році Майдін був обраний ФІФА для суддівства матчів на чемпіонаті світу 2006 року. У своїй першій грі між Тринідадом і Тобаго і Швецією Майдін вилучив тринідадця Ейвері Джона, показавши таким чином першу червону картку турніру. У своїй наступній грі між Мексикою та Анголою Шамсул вилучив ангольця Андре Макангу, ставши першим рефері турніру, який показав дві червоних картки. До того ж він став першим сінгапурцем, який відсудив більше одного матчу на чемпіонатах світу. До цього його співвітчизник Говіндасамі Суппія відпрацював на одному матчі чемпіонату світу 1974 року у ФРН. Шамсул також провів останню гру Групи А Польща — Коста-Рика, ставши першим суддею змагань, який відсудив у трьох матчах. Втім більше на турнірі він головним арбітром не був.
Протягом всієї своєї кар'єри Майдін завоював багато престижних нагород, в тому числі чотири Приза арбітра року в Сінгапурі в 1997, 1998, 1999 та 2001 років, а також звання арбітра року в AFC в 2005, ставши першим сінгапурцем, який отримав цю нагороду. У 2007 році завершив суддівську кар'єру і в подальшому став суддівським функціонером в АФК.